# طفح
الطفح الجلدي هو مصطلح طبي يراد به وصف المنطقة المصابة بالاحمرار أو البقع التي تظهر على الجلد. ويتخذ الطفح أشكالًا مختلفة ومتنوعة، تبعًا لسببه. أغلب الطفح لا يستمر سوى لفترات قصيرة ولا يشكل خطراً، مثل الطفح المصاحب لأغلب حالات العدوى الشائعة أثناء الطفولة.
غير أنه في بعض الحالات، يشير الطفح إلى مشكلة خطيرة، مثل الذئبة الحمراء،أو مرض لايم، أو الالتهاب السحائي، ويحتاج لعلاج فوري وعاجل.
وهناك أنواع أخرى من الطفح قد تسببها تفاعلات الحساسية تجاه أحد العقاقير.

## الأعراض
حالات الطفح أيضا قد تعاود الظهور كل فترة، وقد تسبب الضيق، والانزعاج نظرا للتشويه الجمالي الذي تحدثه. ويعتمد العلاج على مصدر الطفح وعلى المشكلات الجمالية التي يتسبب فيها.

## نظرة عامة لأعراض الطفح الجلدي
| مرض جلدي                   | الاعراض                                                                                                 | الاماكن المحتملة للاصابة                                                           |
| -------------------------- | --- | ---------------------------------------------------------------------------------- |
| حب الشباب الشائع           | كوميدونيس، حطاطات وبثرات وعقيدات                                                                        | الوجه والصدر والظهر.                                                               |
| حبوب الشباب الوردية        | احمرار                                                                                                  | الخدين، الذقن، الجبين والأنف.                                                      |
| دمل                        | الأحمر عثرة مؤلمة أو مجموعة من المطبات حمراء مؤلمة                                                      | في اي مكان                                                                         |
| التهاب النسيج الخلوي       | الأحمر، والمناطق العطاء ومنتفخة من الجلد                                                                | حول خرق قطع، كشط الجلد                                                             |
| لدغة الحشرة                | حمر و / أو المطبات حاك على الجلد                                                                        | في اي مكان                                                                         |
| رد فعل تحسسي               | غير النظامية، وأثار القروح أو حمراء مسطحة التي ظهرت بعد تناول دواء / المخدرات أو تناول بعض الأطعمة      | في اي مكان                                                                         |
| التهاب الجلد الدهني        | التهابات وتورومات                                                                                       | في اي مكان                                                                         |
| قبعة المهد                 | جفاف البشرة وتقشيرها                                                                                    | فروة الرأس عند الأطفال الذين يولدون في الآونة الأخيرة                              |
| التهاب الجلد مهيجة الاتصال | حكة حمراء، طفح متقشر أو الزيتية                                                                         | لحاجبين والأنف وحافة نقطة وفروة الرأس من الاتصال مع العطور، والمجوهرات أو الملابس. |
| التهاب الجلد الحلئي الشكل  | طفح حاك بشكل مكثف مع المطبات حمراء وبثور                                                                | المرفقين والركبتين والظهر أو الأرداف                                               |
| الصدفية                    | طفح متقشر لونه أحمر أو ابيض                                                                             | المرفقين والركبتين                                                                 |
| الحصبة                     | طفح أحمر الذي يظهر مع الحمى أو التهاب الحلق.                                                            | عادة ما يبدأ أولا على الوجه والجبين وينتشر نحو الانخفاض لباقي الجسم.               |
| جدري الماء                 | بثور متعددة مع الحمى والسعال والأوجاع، والتعب، والتهاب الحلق.                                           | عادة ما يبدأ أولا على الوجه والصدر والظهر وينتشر نحو الانخفاض لباقي الجسم.         |
| الثآليل                    | فقاعات ناعمة لا تشكل حكة وليس لها أي أعراض أخرى                                                         | في اي مكان                                                                         |
| ورم شحمي                   | ورم لحمي مطاطي                                                                                          | في اي مكان                                                                         |
| ميليا                      | الكثير من البقع البيضاء                                                                                 | على وجه الطفل                                                                      |
| حمى قرمزية                 | تصبح متكدسة وتشكل الخطوط الحمراء مشرق في شقوق الجلد في الرقبة والإبطين والخاصرتين ( خطوط باستيا )       | الوجه والصدر والظهر والجسم كله، الإبطين، داخل الخاصرتين والمرفقين                  |
| كيس دهني                   | عثرة بقبة بيضاء تحت الجلد                                                                               | فروة الرأس، ومؤخر العنق أو أعلى الظهر                                              |
| زوائد جلدية                | لينة، لحمي النمو، مقطوع أو نتوء                                                                         | الوجه والعنق والإبطين أو الأربية                                                   |
| لويحة صفراء                | بقع صفراء منطقة تحت الجلد                                                                               | تحت الجفون                                                                         |
| سرطان الجلد                | الظلام عثرة قد بدأت خلال الخلد أو عيب، أو بقعة أو شامة الذي تغير في اللون والشكل والحجم أو مؤلمة أو حكة | في اي مكان                                                                         |
| سرطان الخلايا القاعدية     | كتل لحمية متزايدة                                                                                       | الاماكن المعرضة للشمس                                                              |
| سرطان خلية الصدفية         | نمو غير عادلكتل تكون لونها أحمر، متقشرة                                                                 | الوجه والشفاه أو الذقن                                                             |
| ساركوما كابوزي             | بقع داكنة أو سوداء رفعت على الجلد تستمر في النمو                                                        | في اي مكان                                                                         |
| حمامى حلقية نابذة (EAC)    | احمر وردي دائري الشكل او ما يسمى بعلامات بولس                                                           | في اي مكان                                                                         |

## العلاج
العلاج يختلف حسب كل طفح ونوعه، حيث تم تشخيص المريض بها. يمكن معالجة الطفح الجلدي المشتركة بسهولة باستخدام الكريمات الموضعية الستيرويد (مثل الهيدروكورتيزون ) أو علاجات غير الستيرويدية. العديد من الأدوية المتاحة دون وصفة طبية في الكثير من البلدان.
المشكلة مع الكريمات الموضعية الستيرويد أي الهيدروكورتيزون، هي عدم قدرتها على اختراق الجلد من خلال الامتصاص وبالتالي لا تكون فعالة في ازالة المنطقة المصابة، مما يجعل الهيدروكورتيزون hyrocortisone تقريبا غير فعالة تماما في معظم الحالات.